# مارك لي (صحفي رياضي)
مارك لي هو صحفي رياضي كندي، ولد في 1956 في أوتاوا في كندا.